# 祖堅正慶
祖堅 正慶（そけん まさよし、1975年1月10日 - ）は、日本の作曲家、音響エンジニア。
現スクウェア・エニックス所属サウンドエディター。
「THE PRIMALS」オフィシャルバンドメンバー。
2023年発売のファイナルファンタジーXVIコンポーザーを担当。
別名ソルボンヌ祖堅、作品によってはルイーズ野間としてクレジットされる（『ナナシ ノ ゲエム』シリーズ）。またニーソックス好きを公言しており、ニー祖堅を自称することもある。オタマトーン奏者としても知られている。

## 経歴
東京理科大学に入学し化学を専攻。大学卒業後、コナミでアーケードゲームのサウンド担当を経て、1999年に旧スクウェア入社。同社のサウンド部門を統括する人物の一人であり、ゲームミュージックの作曲、編曲、サウンドデザインを広く担当。2017年に「ファイナルファンタジーXIV」が「ビデオゲームで最も多くのオリジナルサウンドトラックを持つタイトル」として、ギネス世界記録に認定された。アニメなどのキャラクターソングも少数担当。
2010年の開発チームの編成以来、ファイナルファンタジーXIVサウンドディレクターに就任。「ファイナルファンタジーXIV: 新生エオルゼア」のリリース、その後の拡張においてリードコンポーザーを務める。2018年、植松伸夫の病による活動休止により、「ファイナルファンタジーXIV: 漆黒のヴィランズ」のメインテーマを作曲。ファイナルファンタジーシリーズにおいて、漆黒のヴィランズのサウンドトラックが自身初の完全作品となった。
2013年の「第6回DEGジャパン・アワード/ブルーレイ大賞」において、「音楽部門（ポップス他）：「Before Meteor FINAL FANTASY XIV Original Soundtrack」が「ベスト高音質賞」を獲得。
2014年CEDEC AWARD優秀賞「ハイレゾ音源を用いたゲームサウンドトラックの新たな可能性の提案」。
2015年CEDEC AWARD優秀賞「サウンドを視覚化する」事への取り組み」。
2016年CEDEC AWARD優秀賞「ゲームサウンドのクオリティアップのための積極的な活動実績」。「NHKニュースチェック11」のテーマ曲が「ローカス ～機工城アレキサンダー：起動編～ / Locus」となる。
2018年5月-6月、THE PRIMALS Live Tour 2018 - Trial By Shadow - を各地のZeppホールおよび韓国Yes24 LiveHallにて開催。チケットは即完。
2020年、「PlayStation Game Music大賞2019」において、「STORMBLOOD: FINAL FANTASY XIV Original Soundtrack」が「アルバム賞」第1位を獲得している。12月31日、「ファイナルファンタジーXIV」にてサンクレッドの声優をつとめる中村悠一へ『わしゃがなTV』用のオープニングテーマを提供したことをTwitter上で公開。同日、『わしゃがなTV』の生配信にて中村悠一より初公開。「ファイナルファンタジーXIV」の楽曲でも時折ボーカルを担当しているため、中村からの要望で祖堅自らボーカルも担当している。
2021年5月16日、「ファイナルファンタジーXIV デジタルファンフェスティバル」のエンディングで癌であったことを発表。医者より「ほぼ寛解」である事を告知され、発表した。2020年10月頃まで入院しており、スクウェア・エニックス社長の松田洋祐やファイナルファンタジーXIVプロデューサー兼ディレクターの吉田直樹が便宜を図り、病室から制作作業ができるような体制が作られ、闘病期間中は病室にて楽曲制作が行われた。また、気を遣わせないようほとんどの開発メンバーには伝えず、ユーザーにも心配を掛けさせないよう、癌の罹患について秘密としていたことを明らかにした。11月26日、billboard Hard Rock Digital Song Salesで「Endwalker」がワールドチャート1位を取得
2022年3月13日、「2022 SXSW Gaming Awards」において、「Excellence in Original Score」最優秀賞受賞。6月2日　プロレスリング・ノア所属・稲村愛輝選手の新たな入場テーマ曲『OTAKEBE…!!』、そして東京女子プロレスの新たな団体テーマ曲『プリンセスマーチ』の作曲を行った事をCyberFight Festival 2022お祭りカウントダウン！超前夜祭記者会見で発表。。6月4日・5日　THE PRIMALS Live in Japan -Beyond the Shadow-　を幕張メッセにて開催。チケット即完売。9月2日、AKINO from bless4によるファイナルファンタジーXIV 万魔殿パンデモニウム煉獄編：BGM「Scream」を発表。情報解禁後、X（旧：Twitter）上でAKINOの名前がトレンド入りする。本楽曲は10月7日付のオリコンデイリーデジタルシングルチャート（単曲）において5位。11月23日、『Sanctuary's Heart: FINAL FANTASY XIV Chill Arrangement Album』オリコン、iTunes、moraで1位。
祖堅がコンポーズを担当したファイナルファンタジーXVIは、世界各地において受賞を重ねており、2023年10月11日に開催されたEQUINOX LATAM Game AwardsでファイナルファンタジーXVIが最優秀オリジナルサウンドトラック賞を受賞。11月10日に開催されたGolden Joystick Awards 2023で音楽部門最優秀賞である「Best Audio」を受賞。11月15日に開催されたHollywood Music In Media Awardsで「SONG/SCORE - COMMERCIAL ADVERTISEMENT」にて最優秀賞を受賞。12月8日に開催されたThe Game Awards 2023で音楽部門で最優秀賞である「BEST SCORE AND MUSIC」を受賞。日本では2024年3月17日に開催されたファミ通・電撃ゲームアワード2023で、ミュージック部門・最優秀賞を受賞。

## 家族
父・方正（1940年 - 2013年10月12日）はNHK交響楽団で首席トランペット奏者を務め、1990年から2005年まで沖縄県立芸術大学教授。2001年には琉球交響楽団を立ち上げ、初代代表を務めた。交響組曲「ドラゴンクエスト」のI及びIIの収録に参加しており、正慶はそのことを2013年の父の死後に知って驚愕したという。
母は、エレクトーンとピアノの講師を務め、自宅にて音楽教室を営んでいた。

## 作品

### サウンドディレクション
- ファイナルファンタジーXIV（2010年 - ）
- シアトリズム ファイナルファンタジー オールスターカーニバル（2016年）
- ワールドエンドヒーローズ（2018年）
- ファイナルファンタジーXVI（2023年）

### サウンドデザイン
- かまいたちの夜2 監獄島のわらべ唄（2002年）
- FRONT MISSION5 Scars of the War（2005年）
- ドラッグオンドラグーン2 封印の紅、背徳の黒（2005年）
- ロード オブ ヴァーミリオン（2008年）
- ロード オブ ヴァーミリオンII（2009年）
- ロード オブ アルカナ（2010年）

### 作曲
- SQUARE ENIX MUSiC Official Bootleg vol.3（2007年）
- エレベスト（Flashゲーム）（2007年）
- Zenobuster（Flashゲーム）（2008年）
- GAME BRAIN（Flashゲーム）（2008年）
- パーティーキャッスル（2009年）
- バトエンマン テーマソング（2009年）
- 恋クラゲ（とらドラジオ! テーマソング）（2009年）
- SQUARE ENIX MUSIC Presents Music for Art（2009年）
- 『わしゃがなTV』オープニングテーマ（2020年）

### 作曲＆アレンジ作品
- マリオバスケ 3on3（2006年）
- 聖剣伝説4（2006年）
- MARIO SPORTS MIX（2010年）

### 作曲・サウンドデザイン
- 劇空間プロ野球 AT THE END OF THE CENTURY 1999（2000年）
- 日米間プロ野球 ファイナルリーグ（2002年）
- ワールドファンタジスタ（2002年）
- ナナシ ノ ゲエム（2008年）
- ナナシ ノ ゲエム 目（2009年）
- ノロイ ノ ゲエム 血（2009年）
- ノロイ ノ ゲエム 獄（2009年）
- イケニエノヨル（2011年）

### アレンジ
- SQUARE ENIX MUSiC Official Bootleg vol.1（2006年）

### 楽曲提供
- 恋クラゲ（とらドラジオ! テーマソング）（2009年）
- 乙女の順序（夏のあらし! 〜春夏冬中〜 テーマソング）（2009年）
- 「わしゃがなTVのテーマ（仮）」（2020年）
- Nカフェ!!! 南條愛乃と語るモア - animelo mix　テーマソング（2021年）
- 鈴木愛奈 2ndAlbum 「Belle révolte」- RED BLAZE : BLUE FLAME（2021年）
- 南條愛乃「ジャーニーズ・トランク」」- 静夜行（2022年）
- プロレスリング・ノア 稲村愛輝選手の入場テーマ曲 - OTAKEBE…!（2022年）
- 東京女子プロレス テーマ曲 - プリンセスマーチ（2022年）

## ディスコグラフィ
アルバム
FINAL FANTASY XIV
|      | 発売日         | タイトル                                                     | 収録内容                                                                  | 備考                                                                                       |
| ---- | -------------- | ------------------------------------------------------------ | ------------------------------------------------------------------------- | ------------------------------------------------------------------------------------------ |
| 1st  | 2014年3月26日  | A REALM REBORN FINAL FANTASY XIV Original Soundtrack         | 新生エオルゼア オリジナルサウンドトラック 全119曲                         | オリコン週間 音楽総合 アルバム 10位                                                        |
| 2nd  | 2014年12月17日 | From Astral to Umbral FINAL FANTASY XIV Arrangement Album    | アレンジアルバム Piano 6曲 THE PRIMALS 6曲                                | オリコン週間 音楽総合 アルバム 28位                                                        |
| 3rd  | 2015年8月26日  | BEFORE THE FALL FINAL FANTASY XIV Original Soundtrack        | 新生エオルゼア パッチ2.1～2.5 オリジナルサウンドトラック 全61曲           | オリコン週間 音楽総合 アルバム 4位                                                         |
| 3rd  | 2016年2月24日  | HEAVENSWARD FINAL FANTASY XIV Original Soundtrack            | 蒼天のイシュガルド オリジナルトラック 全58曲                              | オリコン週間 音楽総合 アルバム 9位                                                         |
| 4th  | 2016年12月7日  | Duality FINAL FANTASY XIV Arrangement Album                  | アレンジアルバム Piano 6曲 THE PRIMALS 8曲                                | オリコン週間 音楽総合 アルバム 15位                                                        |
| 5th  | 2017年6月7日   | THE FAR EDGE OF FATE FINAL FANTASY XIV Original Soundtrack   | 蒼天のイシュガルド パッチ3.2～パッチ3.5 オリジナルサウンドトラック 全50曲 | オリコン週間 音楽総合 アルバム 8位                                                         |
| 6th  | 2017年9月20日  | FINAL FANTASY XIV Orchestral Arrangement Album               | オーケストラコンサート先行 全8曲                                          | オリコン週間 音楽総合 アルバム 30位                                                        |
| 7th  | 2017年9月20日  | Untempered FINAL FANTASY XIV Primal Battle Themes            | 蛮神コンピレーション・アルバム                                            | 公式ショップ限定                                                                           |
| 8th  | 2017年12月20日 | Eorzean Symphony FINAL FANTASY XIV Orchestral Album          | オーケストラコンサートアルバム 全28曲                                     | オリコン週間 音楽総合 アルバム 7位                                                         |
| 9th  | 2018年5月16日  | THE PRIMALS                                                  | THE PRIMALS オリジナル・アルバム 全18曲                                   | オリコン週間 音楽総合 アルバム 7位                                                         |
| 10th | 2018年7月4日   | Time and Again FINAL FANTASY XIV Raid Dungeon Themes         | レイド コンピレーション・アルバム                                         | 公式ショップ限定                                                                           |
| 11th | 2018年7月4日   | STORMBLOOD FINAL FANTASY XIV Original Soundtrack             | 紅蓮のリベレーター オリジナルサウンドトラック 全105曲                     | オリコン週間 音楽総合 アルバム 6位                                                         |
| 12th | 2018年11月14日 | FINAL FANTASY XIV - The Best                                 | ファイナルファンタジーXIV ベスト・アルバム 全50曲                         | オリコン週間 音楽総合 アルバム 14位                                                        |
| 13th | 2019年2月6日   | THE PRIMALS Zepp Tour 2018 - Trial By Shadow                 | THE PRIMALS ライブ・アルバム 全33曲                                       | オリコン週間 音楽Blu-ray 5位                                                               |
| 14th | 2019年2月6日   | Piano Collections FINAL FANTASY XIV                          | ピアノアレンジアルバム                                                    | 公式ショップ限定                                                                           |
| 15th | 2019年9月11日  | SHADOWBRINGERS FINAL FANTASY XIV Original Soundtrack         | 漆黒のヴィランズ オリジナルサウンドトラック 全88曲                        | オリコン週間 音楽総合 アルバム 4位 オリコン週間 音楽総合 デジタル 1位                      |
| 16th | 2019年9月18日  | FINAL FANTASY XIV Orchestral Arrangement Album Vol. 2        | オーケストラコンサート先行 全8曲                                          | オリコン週間 音楽総合 アルバム 92位                                                        |
| 17th | 2019年12月11日 | Eorzean Symphony FINAL FANTASY XIV Orchestral Album Vol. 2   | オーケストラコンサートアルバム 全27曲                                     | オリコン週間 音楽総合 アルバム 10位                                                        |
| 18th | 2020年9月30日  | Pulse FINAL FANTASY XIV Remix Album                          | リミックス・アルバム 全14曲                                               | オリコン週間 音楽総合 アルバム 9位                                                         |
| 19th | 2021年3月24日  | Scions & Sinners FINAL FANTASY XIV Arrangement Album         | アレンジアルバム Piano 11曲 THE PRIMALS 8曲                               | オリコン週間 音楽総合 アルバム 4位                                                         |
| 20th | 2021年3月24日  | Untempered2 FINAL FANTASY XIV Primal Battle Themes           | 蛮神コンピレーション・アルバム                                            | 公式ショップ限定                                                                           |
| 21st | 2021年8月31日  | FINAL FANTASY XIV Vinyl LP Box                               | LP-BOX                                                                    |                                                                                            |
| 22nd | 2021年9月15日  | Death Unto Dawn FINAL FANTASY XIV Original Soundtrack        | 漆黒のヴィランズ パッチ5.1～パッチ5.5 オリジナルサウンドトラック 全84曲   | オリコン週間 音楽総合 アルバム 3位                                                         |
| 23rd | 2021年11月17日 | ENDWALKER 7-inch Vinyl Single                                | EP                                                                        | オリコン週間 音楽総合 デジタル 3位 Billboard WORLD Charts Hard Rock Digital Song Sales 1位 |
| 24th | 2022年2月23日  | ENDWALKER FINAL FANTASY XIV Original Soundtrack              | 暁月のフィナーレ オリジナルサウンドトラック 全62曲                        | オリコン週間 音楽総合 アルバム 3位                                                         |
| 24th | 2022年5月25日  | THE PRIMALS Beyond the Shadow                                | THE PRIMALS ミニアルバム全4曲                                             | オリコン週間 音楽総合 デジタル 5位                                                         |
| 25th | 2022年9月14日  | THE PRIMALS Live in Japan Beyond the Shadow                  | THE PRIMALS コンサート映像                                                |                                                                                            |
| 26th | 2022年12月3日  | ENDWALKER Vinyl LP                                           | LP                                                                        |                                                                                            |
| 27th | 2022年12月7日  | FINAL FANTASY XIV Orchestral Arrangement Album Vol. 3        | オーケストラコンサート先行 全7曲                                          |                                                                                            |
| 28th | 2023年4月26日  | Eorzean Symphony: FINAL FANTASY XIV Orchestral Album Vol. 3  | オーケストラコンサートアルバム 全29曲                                     |                                                                                            |
| 29th | 2023年9月25日  | Sanctuary's Heart: FINAL FANTASY XIV Chill Arrangement Album | アレンジアルバム 全20曲                                                   |                                                                                            |
| 30th | 2023年11月29日 | Scions & Sinners FINAL FANTASY XIV Arrangement Album         | アレンジアルバム Piano 9曲 THE PRIMALS 10曲                               |                                                                                            |
| 31st | 2023年12月16日 | FINAL FANTASY XIV Vinyl LP Box Vol.2                         | LP-BOX                                                                    |                                                                                            |
| 32nd | 2024年3月27日  | GROWING LIGHT FINAL FANTASY XIV Original Soundtrack          | 暁月のフィナーレ パッチ6.1～パッチ6.5 オリジナルサウンドトラック 全93曲   |                                                                                            |